# Christopher Stevens (diplomat)
John Christopher Stevens (født 18. april 1960, død 11. september 2012) var USA's ambassadør i Libyen. 
Han blev dræbt den 11. september 2012 i Benghazi, Libyen, i et angreb på ambassaden af en gruppe muslimer, der var oprørte over en amerikanskproduceret film, som mentes at fornærme profeten Muhammed.
Christopher Stevens blev født i Californien og blev siden uddannet advokat. Fra 1983 til 1985 underviste han i engelsk i Marokko. Han ankom til Tripoli som nyudnævnt ambassadør til Libyen den 22. maj 2012. 

## Links
- Officielle biografi